# Kincső Takács
Kincső Takács (Budapest, 17 de septiembre de 1993) es una deportista húngara que compite en piragüismo en la modalidad de aguas tranquilas.
Ganó trece medallas en el Campeonato Mundial de Piragüismo, entre los años 2011 y 2024, y doce medallas en el Campeonato Europeo de Piragüismo entre los años 2011 y 2021.
En los Juegos Europeos de Minsk 2019 obtuvo una medalla de oro en la prueba de C2 500 m. Participó en dos Juegos Olímpicos de Verano, ocupando el quinto lugar en Tokio 2020 (C2 500 m) y el octavo en París 2024 (C1 200 m).

## Palmarés internacional
| Campeonato Mundial | Campeonato Mundial          | Campeonato Mundial | Campeonato Mundial |
| Año                | Lugar                       | Medalla            | Competición        |
| ------------------ | --------------------------- | ------------------ | ------------------ |
| 2011               | Szeged (Hungría)            | Medalla de bronce  | C2 500 m           |
| 2013               | Duisburgo (Alemania)        | Medalla de plata   | C2 500 m           |
| 2014               | Moscú (Rusia)               | Medalla de oro     | C2 500 m           |
| 2015               | Milán (Italia)              | Medalla de plata   | C1 200 m           |
| 2015               | Milán (Italia)              | Medalla de bronce  | C2 500 m           |
| 2017               | Račice (República Checa)    | Medalla de bronce  | C1 200 m           |
| 2018               | Montemor-o-Velho (Portugal) | Medalla de plata   | C2 500 m           |
| 2019               | Szeged (Hungría)            | Medalla de plata   | C2 200 m           |
| 2019               | Szeged (Hungría)            | Medalla de plata   | C2 500 m           |
| 2021               | Copenhague (Dinamarca)      | Medalla de plata   | C4 500 m           |
| 2021               | Copenhague (Dinamarca)      | Medalla de bronce  | C2 200 m mixto     |
| 2022               | Halifax (Canadá)            | Medalla de bronce  | C4 500 m           |
| 2024               | Samarcanda (Uzbekistán)     | Medalla de plata   | C2 500 m mixto     |
| Juegos Europeos    |                             |                    |                    |
| Año                | Lugar                       | Medalla            | Competición        |
| 2019               | Minsk (Bielorrusia)         | Medalla de oro     | C2 500 m           |
| Campeonato Europeo |                             |                    |                    |
| Año                | Lugar                       | Medalla            | Competición        |
| 2011               | Belgrado (Serbia)           | Medalla de plata   | C2 500 m           |
| 2013               | Montemor-o-Velho (Portugal) | Medalla de oro     | C2 500 m           |
| 2013               | Montemor-o-Velho (Portugal) | Medalla de bronce  | C1 200 m           |
| 2014               | Brandeburgo (Alemania)      | Medalla de oro     | C2 500 m           |
| 2015               | Račice (República Checa)    | Medalla de plata   | C2 500 m           |
| 2016               | Moscú (Rusia)               | Medalla de bronce  | C2 500 m           |
| 2017               | Plovdiv (Bulgaria)          | Medalla de oro     | C2 500 m           |
| 2017               | Plovdiv (Bulgaria)          | Medalla de plata   | C1 200 m           |
| 2018               | Belgrado (Serbia)           | Medalla de oro     | C2 200 m           |
| 2018               | Belgrado (Serbia)           | Medalla de oro     | C2 500 m           |
| 2021               | Poznań (Polonia)            | Medalla de plata   | C2 200 m           |
| 2021               | Poznań (Polonia)            | Medalla de bronce  | C2 500 m           |